# Масакр у Јелашцима
Масакр у Јелашцима или злочин у Јелашцима је назив за масовно убиство цивила српске националности у месту Јелашци код Вишеграда 1992. године. Злочин се догодио 1. августа 1992. године када су припадници тзв. армија Босне и Херцеговине напали село Јелашци и убили 10 мештана српске националности.

## Позадина
Према попису из 1991. године у месту Јелашци је живео 31 становник и сви су били српске националности. Пре масакра у Јелашцима, припадници тзв. армије Босне и Херцеговине починили су злочине у више од 30 села у Подрињу, а непосредно пре масакра у Јелашцима, почињени су злочини над српским цивилима у селима Влаховићи и Фањеновићи Напад је предводио командант Ахмед Сејдић а у злочину је поред муслиманских војника, учествовао и велики број цивила са подручја Вишеграда и Рогатице.

## Масакр у Јелашцима
Напад је почео у раним јутарњим часовима 1. августа 1992. године када су припадници тзв. армије Босне и Херцеговине из Вишеграда под командом Ахмета Сејдића напали село Јелашци приликом чега је убијено 10 цивила српске националности. Међу жртвама је било и двоје деце од 8 и 10 година. Осмогодишњи Видоје и десетогодишња Драгана Јеличић убијени су на кућном прагу заједно са својом мајком, баком и дедом из ватреног оружја.
У Јелашцима је подигнут споменик у част невино страдалих мештана и на њему су исписана имена убијених.

## Филм о страдању Срба у Јелашцима
О страдању деце и цивила у Јелашцима, Вишеграду али и другим местима горњег Подриња снимљен је и документарни филм под називом "На Дрини гробница", а масакр у Јелашцима детаљно је анализиран и у руском документарном филму Алексеја Денисова "Как убивали Югославию. Тень Дейтона".